# Bruce Guthro

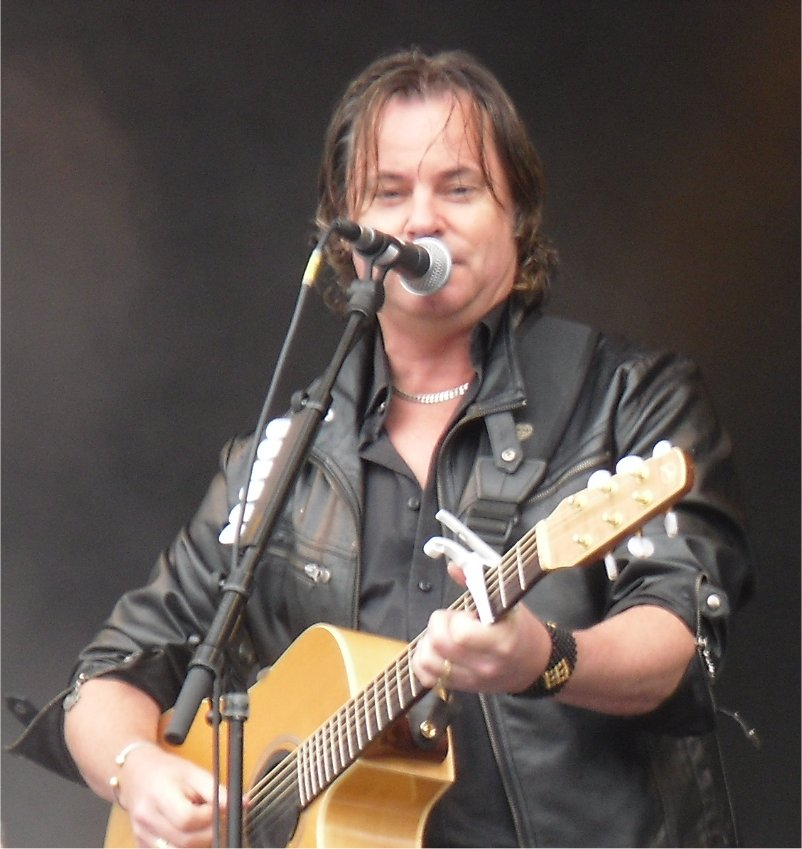
Bruce Guthro 2010

Bruce Guthro (* 31. August 1961 auf der Kap-Breton-Insel, Nova Scotia; † 5. September 2023 ebenda) war ein kanadischer Folk-Sänger.

## Leben und Wirken
Guthros Musikstil war geprägt von bekannten Musikern/Gruppen wie The Animals, James Taylor, Jim Croce und Pink Floyd.
Bruce Guthro stand früh auf eigenen Beinen und arbeitete schon im Alter von 17 Jahren in den Saskatchewan Uranminen, später im Steinkohlebergbau. Im Jahr 1993 schaffte Bruce Guthro den musikalischen Durchbruch, indem er einen angesehenen Sänger- und Komponisten-Wettbewerb gewann, was die Veröffentlichung seiner ersten Single, Livin’ in the 90’s bei MCA Records Canada, die es bis auf Platz 14 der kanadischen Musikcharts schaffte, zur Folge hatte. Im Jahr 1994 veröffentlichte er bei dem gleichen Label sein erstes Album Sails to the Wind, 1996 sein zweites Album Of Your Son bei EMI, das im Jahr 1998 inklusive des Top-25-Hits Falling neu aufgelegt wurde. Das Album erreichte in Kanada Goldstatus und Bruce Guthro wurde mit zahlreichen Auszeichnungen belohnt.
Bei den East Coast Music Awards gewann Bruce Guthro in fünf Kategorien:
- „Männlicher Künstler des Jahres“
- „Album des Jahres“ (für Of Your Son)
- „Pop/Rock-Künstler des Jahres“
- „Liedermacher des Jahres“
- „Single des Jahres“ (für Falling).

Im selben Jahr gewann er drei Canadian Radio Music Awards und erreichte eine Juno-Award-Nominierung für den besten New-Solo-Artist. Er bekam sein eigenes CBC-Special und ging mit Musikern wie Jann Arden und The Rankins auf Tournee. 1998 war somit für Bruce Guthro das erfolgreichste, aber auch das entscheidende Jahr, denn er gewann nicht nur Preise und Auszeichnungen, sondern auch die Wahl zum neuen Frontmann der beliebten schottischen Folk-Rockgruppe Runrig. Rund 400 Sänger hatten sich für die Nachfolge von Donnie Munro beworben. So wurde Schottland ab 1998 die zweite Heimat von Bruce Guthro, dessen letztes Solo-Album The Symphony Sessions im Jahr 2014 erschien.
Er starb am 5. September 2023 im Alter von 62 Jahren an den Folgen einer Krebserkrankung.

## Diskografie

### Solo
- 1994: Sails to the wind
- 1998: Of your Son (CA: Gold)[2]
- 1998: Fallin (Single)
- 1998: Ivey’s Wall (Single) – erschienen bei EMI Music Canada DPRO 1787
- 2001: Guthro
- 2007: Beautiful Life
- 2008: Montreal (Single) – erschienen in Deutschland und Dänemark
- 2009: No Final Destination
- 2011: Celtic Crossing
- 2012: Bound for Bethlehem
- 2014: The Symphony Sessions

### Mit Runrig
- 1999: In Search of Angels
- 2000: Live At Celtic Connections
- 2001: The Stamping Ground
- 2003: Proterra
- 2004: Day Of Days (CD und DVD)
- 2005: 30 Year Journey – The Best Of Runrig (Dieses Album gibt es in drei Versionen für Dänemark, Deutschland und UK)
- 2007: Everything You See
- 2008: Year of the Flood (DVD und CD)
- 2014: Runrig 40 – Party on the Moor (CD, DVD und BluRay)
- 2016: The Story
- 2019: The Last Dance – Farewell Concert (3 CDs, DVD und BluRay)